# بئر مشارقة
بِئْر مَشَارِڤَة مدينة تونسية تقع بولاية زغوان، شمال غربي مدينة زغوان، وهي مركز معتمدية بئر مشارقة.
جيوفي هو الاسم القديم لمدينة بئر المشارقة ورغم ان الاثار لم يقع الكشف عنها بعد ولكن توصلنا لمعرفة تاريخها من خلال الكتابات اللاطينية التي أكتشفت في بداية هذا القرن.
هذه الكتابات كثيرة وهامة جدا وتدلنا على اسم المدينة القديم وعلى نموها وتاريخها ونوع الحكم فيها ومختلف بناءاتها التي وجدت في ذلك العهد وعلى أصل سكانها ومعتقداتها الدينية
في القرن الثالث بعد الميلاد بين سنة 228 و 235 في عهد الإمبراطور Sévère Alexandre تحصلت المدينة على قانونها الأساسي في النظام البلدي حسب القانون اللاطيني (MUNICIPE) هناك كتابة تعطينا الاسم الصحيح للمدينة Municipium Aurelium Alexandrianum Augustin Magnum Giufitanum
بمعنها:Municipe Aurélen Alexandrien Auguste grand de GUIFI
أصبحت المدينة مدينة رومانية الأصل ببلدية مستقلة استقر فيها حكامها المنتخبين من خيرة أهلها. جيوفي في القرن الثالث لها حياة بلدية غنية جدا وقوية بدون شك
في ذلك العهد شيدت بها أروع المعالم المعمارية والبناءات الدينية والمعابد والتماثيل: Apollon , Mercure , Gaelestis , Putpon , La victoire EXT

### مواضيع ذات علاقة
- معتمدية بئر المشارقة.
- ولاية زغوان.